# Madifushi (Thaa-Atoll)
Madifushi(މަޑިފުށި) ist eine Insel des Kolhumadulu-Atolls (Thaa Atolhu) im Süden des Inselstaates Malediven in der Lakkadivensee des Indischen Ozeans. 2014 hatte sie eine Fläche von 19,6 ha und 801 Bewohner.

## Geographie
Die Insel liegt im Südosten des Atolls zusammen mit Ufuriyaa, Kolhufushi, Mathidhoo, Medhafushi, Thinkolhufushi und dem wieder größeren, bewohnten Dhiyamigili. Etwas weiter nördlich erstreckt sich das langgezogene Kalhufahalafushi.
Es gibt eine Reihe von einheimischen Bezeichnungen für Teile der Insel: Uthuru Avah / Fithebai Avah (Musalha Kotti); Dhekunu Avah / Garagui Avah (Vahbura, Gaburu City).

## Geschichte
Am 26. Dezember 2004 ereignete sich ein Tsunami, der die Insel größtenteils verwüstete.